# 大狸ぽんぽこ
大狸 ぽんぽこ（おおだぬき ぽんぽこ、1984年12月11日 - ）は日本のお笑いタレント、俳優、料理系YouTuber、ゲーム実況YouTuber、さらば青春の光が経営する五反田「さらばbar」料理長。お笑いユニットシンプルのボケ担当。現在はサンミュージック所属で活動中。過去に松竹芸能に在籍していた。京都府京都市左京区出身。追手門学院大学経済学部経済学科卒業。本名は大蜘蛛英紀（おおくもひでき）。

## 経歴
京都府京都市左京区生まれ。父親がサラリーマンをする中流な家庭に生まれる。幼少時代は野球に夢中する青年だった。
京都市立近衛中学校、京都府立鴨沂高等学校、追手門学院大学経済学部経済学科を卒業。
2004年（平成16年）1月、松竹芸能大阪に入所。同期は華井二等兵。
2006年（平成18年）1月、お笑いユニット「恋愛小説家」を相方の西野晶雄と結成。西野がネタをかけるという理由で結成した。
2007年（平成19年）第28回ABCお笑い新人グランプリにて審査員特別賞を受賞。ネタは“アシカの調教師”。
2009年（平成21年）第30回ABCお笑い新人グランプリ新人賞を受賞。ネタは“お見送り”。
2010年（平成22年）テレビドラマ「天王寺ブロードウェー」（NHK総合）で俳優デビュー。実家の寺を継ぐため壽妙寺に修行に来ている25歳の僧侶見習い役を演じた。
2012年（平成24年）キングオブコント2012にて準決勝進出。R-1ぐらんぷりで準決勝進出。ネタは「ギョーザ」と書いたフリップをめくり続けるというものだった。
2013年（平成25年）松竹芸能（大阪）を退社し、東京に上京。ギタリストのヤマネヒロマサ（現在、さらば青春の光のマネージャー）と放送作家の廣川祐樹とお笑い芸人のみんなのたかみちの4人で同居生活を始める。
2014年（平成26年）5月、東京に拠点を移し、コンビ名を「シンプル」に改め、サンミュージックに移籍して活動。
2016年、キングオブコント2016にて準決勝進出。ネタは“四コマ漫画家”。『大狸ぽんぽこOfficial Youtube Channel』開設。
2017年12月、芸名を本名「大蜘蛛英紀」から現在の「大狸ぽんぽこ」に改名。命名は陣内智則。
2021年7月21日、さらば青春の光が経営する五反田「さらばbar」がオープン、同時に料理長に就任。キッカケはヤマネから誘われたから。

## 人物
- 本名の「大蜘蛛」の性は珍しく、日本に50人程度しかいない。
- 双子の次男。一卵性双生児で顔体格が同じ。兄は一般人で製薬会社に勤務している。
- 愛読書は野村克也の『野村ノート』。
- 野球好き。特に阪神タイガースが好きで、どんなに忙しくても年間10試合以上は野球場に足を運ぶ。2023年7月14日、元NMB48の山本彩のTwitterに大狸と陣内智則が野球観戦を楽しむ写真がアップされ芸能ニュースに紹介される。[4]
- 尊敬する人物は、仲良くさせてもらっている先輩全員。
- 趣味は料理、サバイバルゲーム[3]、人と仲良くなること[5]。
- 同期芸人ははんにゃ、オリエンタルラジオ、三四郎。
- 特技はDJ[5]。レゲエが好きでCHEHONの楽曲を好んで聞いている[3]。
- 血液型はAB型[5]。
- 身長168cm、体重82kg、靴26cm[5]。
- 資格は普通自動車、普通自動二輪（オートバイ）[5]。
- 将来の夢は「ちゃんとした人になる」「大金持ちになる、最低でも年収1億円（税金抜いての手取り）を超える1億円芸人プレイヤー」とインタビューで答えている。
- 忍者の家系。
- 初めて好きになったお笑い芸人はチョップリン、DA-DA。どちらも松竹芸能の先輩だった。
- 美食家。得意な料理はパスタ。家庭的な味付けのご飯を作るのが好きとインタビューで答えている。

## 芸風
いじられキャラ。よく後輩のさらば青春の光の2人からポンコツキャラとしていじれらる。
俳優は“気の弱いキャラ”を得意としている。

## YouTuber
料理好きからYouTubeを始める。手間がかかる料理が好き。特にイタリアン料理は作っていて楽しい。飲みながらファンと雑談する生ライブ配信も行っている。
ゲーム実況を頻繁に配信する。モットーは「うまいとかじゃなく楽しくゲームする」こと。野性爆弾ロッシーやゴー☆ジャスともコラボしている。

## 出演

### バラエティー番組
- 『あらびき団』（TBSテレビ） - R-1ぐらんぷりで準決勝進出したネタを披露[6]。

### テレビドラマ
- 『正直不動産』（NHK）- 豊島秀男 役
- 『天王寺ブロードウェー』（NHK）- 醍醐五郎 役[3]
- 『だが、情熱はある』（日本テレビ）- ディレクター 役
- 『68歳の新入社員』（フジテレビ・関西テレビ）[7]
- 『やすらぎの刻〜道』（テレビ朝日）[8]

### 映画
- 『ボクたちはみんな大人になれなかった』（Netflix・ビターズエンド配給、2021年11月21日公開）- レギュラー社員 役[8]

### CM
- 『K-powersテニスアカデミー』[3][5]

### ラジオ
- 『渋谷のほんだな』（渋谷のラジオ）[9]